# フリッツ・アルベルト・リップマン
フリッツ・アルベルト・リップマン（Fritz Albert Lipmann, 1899年6月12日 - 1986年7月24日）は、ドイツ系アメリカ人の生化学者。1945年に補酵素Aを発見した。この研究により、ハンス・クレブスとともに1953年度のノーベル生理学・医学賞を受賞した。

## 生涯
ドイツのケーニヒスベルク（現ロシア・カリーニングラード）でユダヤ人の家庭に生まれた。ケーニヒスベルク大学、ミュンヘン大学、ベルリン大学で医学を学び、1924年にベルリン大学で卒業した。その後彼はハンス・メーアヴァインの元で化学を学ぶためにケーニヒスベルクに戻った。1926年、博士号を取るため、ベルリンのカイザー・ヴィルヘルム研究所のオットー・マイヤーホフに師事した。博士号取得後は、マイヤーホフについてハイデルベルクのカイザー・ヴィルヘルム医学研究所へ移った。
1939年からはアメリカ合衆国に拠点を移して研究を行い、1949年から57年にかけてハーバード・メディカルスクールで生化学の教授を務めた。1957年からはニューヨークのロックフェラー大学で教えた。論文の日本人の共著者としては、向井純一郎が挙げられる。

## 受賞歴
- 1946年 ウォーレン賞
- 1953年 ノーベル生理学・医学賞
- 1966年 アメリカ国家科学賞

## 脚註
1. ↑  Enzymic synthesis and cofactor activity of 3'-pyrophospho coenzyme A

## 書籍
- The Roots of Modern Biochemistry (1988), Fritz Lippmann's Squiggle and its Consequences